# ChageLiveTour10-11 "まわせ大きな地球儀"
『ChageLiveTour10-11 "まわせ大きな地球儀"』（チャゲ・ライブ・ツアー 10-11 まわせおおきなちきゅうぎ）は、Chageのライブ・ビデオ。2011年12月7日にDVDとBDで発売された。発売元はユニバーサル シグマ。

## 概要
アルバム『&C』を引っ提げ、三郷市文化会館を皮切りに2010年12月4日から2011年1月30日にかけて行ったコンサートツアー『ChageLiveTour10-11　まわせ大きな地球儀』の中から、渋谷 C.C.Lemonホール公演の模様が収録されている。

## 収録曲
1. Knockin' On The Hill
作詞・作曲：Chage
2. 無敵の海へ The Fishes
作詞：松井五郎　作曲：Chage
3. 勇気の言葉
作詞：青木せい子　作曲：Chage
4. 春の雪
作詞：Chage　作曲：西川進
5. Style
作詞：Chage　作曲：村上啓介
6. 手を握った
作詞：實川翔　作曲：村上啓介
7. ふわり
作詞：Chage　作曲：西川進
8. Milky Way Blus
作詞・作曲：Chage
9. 月が言い訳をしてる
作詞：Chage　作曲：Chage・村上啓介
10. アイシテル
作詞：Chage・エガワヒロシ　作曲：Chage
11. 天使の休息
作詞：久松史奈・藤生ゆかり　作曲：久松史奈
12. All You Need Your Is Live
作詞：Chage・久松史奈　作曲：Chage・西川進
13. CRIMSON
作詞・作曲：Chage
14. 永遠の謎
作詞：青木せい子　作曲：Chage
15. &C
作詞：松井五郎　作曲：Chage
16. まわせ大きな地球儀
作詞・作曲：Chage
17. SOME DAY
作詞：澤地隆　作曲：Chage
18. Windy Road 2010
作詞：澤地隆　作曲：Chage

## ChageLiveTour10-11 "まわせ大きな地球儀" (アルバム)
『ChageLiveTour10-11 "まわせ大きな地球儀"』（チャゲ・ライブ・ツアー 10-11 まわせおおきなちきゅうぎ）はChageの配信限定ライブ・アルバム。

### 解説
コンサートツアー『ChageLiveTour10-11 "まわせ大きな地球儀"』から2011年1月30日の渋谷 C.C.Lemonホール公演の模様を収録。
映像作品の発売から9日後に配信限定でリリースされた。

#### 収録曲
| #         | タイトル                      | 作詞                 | 作曲            | 時間   |
| --------- | ----------------------------- | -------------------- | --------------- | ------ |
| 1.        | 「Knockin' On The Hill」      | Chage                | Chage           | 6:31   |
| 2.        | 「無敵の海へ The Fishes」     | 松井五郎             | Chage           | 5:44   |
| 3.        | 「勇気の言葉」                | 青木せい子           | Chage           | 4:58   |
| 4.        | 「春の雪」                    | Chage                | 西川進          | 5:04   |
| 5.        | 「Style」                     | Chage                | 村上啓介        | 5:05   |
| 6.        | 「手を握った」                | 實川翔               | 村上啓介        | 3:47   |
| 7.        | 「ふわり」                    | Chage                | 西川進          | 5:08   |
| 8.        | 「Milky Way Blus」            | Chage                | Chage           | 7:50   |
| 9.        | 「月が言い訳をしてる」        | Chage                | Chage、村上啓介 | 6:57   |
| 10.       | 「アイシテル」                | Chage、エガワヒロシ  | Chage           | 4:50   |
| 11.       | 「天使の休息」                | 久松史奈、藤生ゆかり | 久松史奈        | 5:00   |
| 12.       | 「All You Need Your Is Live」 | Chage、久松史奈      | Chage、西川進   | 8:18   |
| 13.       | 「CRIMSON」                   | Chage                | Chage           | 6:03   |
| 14.       | 「永遠の謎」                  | 青木せい子           | Chage           | 5:37   |
| 15.       | 「&C」                        | 松井五郎             | Chage           | 7:33   |
| 16.       | 「まわせ大きな地球儀」        | Chage                | Chage           | 6:13   |
| 17.       | 「SOME DAY」                  | 澤地隆               | Chage           | 5:57   |
| 18.       | 「Windy Road 2010」           | 澤地隆               | Chage           | 7:24   |
| 合計時間: | 合計時間:                     | 合計時間:            | 合計時間:       | 107:59 |